# 스티븐 커비
스티븐 리처즈 커비(영어: Stephen Richards Covey, 1932년 10월 24일 ~ 2012년 7월 16일)는 미국인으로서 커비 리더쉽 센터의 창립자이자 프랭클린 커비사의 공동 회장이다. 그는 유타 대학교에서 학부를 마치고 하버드 경영대학원에서 경영학 석사(M.B.A.) 학위를 취득한 후 브리검영 대학에서 종교교육학 박사학위를 받았다. 이어서 그는 브리검영 대학에서 조직행동학과 경영관리학 교수, 부총장 등을 역임하였다. 그는 국제경영학회로부터 맥필리(McFeely) 상을 수여받았으며, 타임지로부터 '미국에서 가장 영향력 있는 25명'가운데 한 사람으로 선정되기도 하였다.
2012년 7월 16일 그는 같은해 4월에 일어난 자전거 사고 합병증으로 숨졌다. 향년 81세.

## 저서
- 《성공하는 사람들의 7가지 습관》(The 7 Habits of Highly Effective People, 1989)
- 《소중한 것을 먼저 하라》(First Things First, 1994)
- 《리더십》
- 《성공하는 사람들의 8번째 습관》(The 8th Habit, 2004)
- 《오늘 내 인생 최고의 날》(Everyday Greatness)
- 《원칙 중심의 리더쉽》